# Liste der Fahnenträger der samoanischen Mannschaften bei Olympischen Spielen
Die Liste der Fahnenträger der samoanischen Mannschaften bei Olympischen Spielen listet chronologisch alle Fahnenträger samoanischer Mannschaften bei den Eröffnungsfeiern Olympischer Spiele auf.

## Liste der Fahnenträger
| Mannschaft             | Veranstaltung | Fahnenträger (EF)  | Fahnenträger (AF)     |
| ---------------------- | ------------- | ------------------ | --------------------- |
| 1984 in Los Angeles    | Sommerspiele  | Apelu Ioane        |                       |
| 1988 in Seoul          | Sommerspiele  | Henry Smith        |                       |
| 1992 in Barcelona      | Sommerspiele  |                    |                       |
| 1996 in Atlanta        | Sommerspiele  | Lupematasila Gasio |                       |
| 2000 in Sydney         | Sommerspiele  | Pauga Lalau        |                       |
| 2004 in Athen          | Sommerspiele  | Uati Maposua       | Shaka Sola            |
| 2008 in Peking         | Sommerspiele  | Ele Opeloge        | Aunese Curreen        |
| 2012 in London         | Sommerspiele  | Ele Opeloge        | Kaino Thomsen-Fuataga |
| 2016 in Rio de Janeiro | Sommerspiele  | Mary Opeloge       | Alex Rose             |
| 2020 in Tokio          | Sommerspiele  | Alex Rose          | Anne Cairns           |
| 2024 in Paris          | Sommerspiele  | Iuniarra Sipaia    | Samalulu Clifton      |
| 2024 in Paris          | Sommerspiele  | Don Opeloge        | Eroni Leilua          |

Anmerkung: (EF) = Eröffnungsfeier, (AF) = Abschlussfeier

## Statistik
| Rang    | Sportart       | EF | AF | ∑  |
| ------- | -------------- | -- | -- | -- |
| 1       | Gewichtheben   | 6  | 0  | 6  |
| 2       | Leichtathletik | 2  | 3  | 5  |
| 3       | Boxen          | 3  | 0  | 3  |
| 4       | Kanu           | 0  | 2  | 2  |
| 5       | Segeln         | 0  | 1  | 1  |
| 5       | Taekwondo      | 0  | 1  | 1  |
| Gesamt: | Gesamt:        | 11 | 7  | 18 |

| Rang                   | Sportart | EF | AF | ∑ |
| ---------------------- | -------- | -- | -- | - |
| bisher keine Teilnahme |          |    |    |   |
| Gesamt:                | Gesamt:  | 0  | 0  | 0 |

| Rang    | Sportart       | EF | AF | ∑  |
| ------- | -------------- | -- | -- | -- |
| 1       | Gewichtheben   | 6  | 0  | 6  |
| 2       | Leichtathletik | 2  | 3  | 5  |
| 3       | Boxen          | 3  | 0  | 3  |
| 4       | Kanu           | 0  | 2  | 2  |
| 5       | Segeln         | 0  | 1  | 1  |
| 5       | Taekwondo      | 0  | 1  | 1  |
| Gesamt: | Gesamt:        | 11 | 7  | 18 |